# Sheku Kanneh-Mason
Sheku Kanneh-Mason (Nottingham, 4 april 1999) is een Britse cellist. Hij heeft zijn faam vergaard toen hij in 2016 de BBC Young Musician of the Year prijs won en met zijn optreden op de koninklijke bruiloft van de Britse prins Harry en Meghan Markle op 19 mei 2018.

## Biografie
Kanneh-Mason is opgegroeid als de derde van zeven kinderen in Nottingham, Engeland. Hij is de zoon van een bedrijfsleider en een voormalig universiteitsdocente. Kanneh-Mason begon op zesjarige leeftijd met het bespelen van de cello. Op negenjarige leeftijd trad hij toe tot de Primary Academy van de Royal Academy of Music te Londen, alwaar hij op dezelfde leeftijd direct de hoogste jaarcijfers in het Verenigd Koninkrijk voor het 8e-graadscello-examen behaalde. Hiervoor won hij de Marguerite Swan Memorial Prize. Tevens won hij een ABRSM-beurs om daadwerkelijk lessen te gaan volgen aan de Royal Academy of Music. Aldaar kreeg hij les van de Britse cellist Ben Davies. Kanneh-Mason volgde zijn reguliere lesprogramma aan Trinity College in Notthingham, alwaar hij studeerde voor zijn A-levels in muziek, wiskunde en natuurkunde.

## Carrière

#### Doorbraak bij BGT en BBC Young Musician
Kanneh-Mason wordt in 2015 lid van het orkestraal gezelschap Chineke! een professioneel gezelschap voor jonge musici met een etnische minderheidsachtergrond. In datzelfde jaar nam hij met zijn broers en zussen deel aan de talentenjacht Britain's Got Talent als The Kanneh-Masons. Hij won in 2016 als eerste kleurling de Young Musician of the Year wedstrijd van de BBC sinds het begin van de jaarlijkse competitie in 1978.

#### Platencontract en BAFTA-optredens
In november 2016 heeft Kanneh-Mason een contract getekend met het klassieke platenlabel Decca Classics onderdeel van Universal Music Group Het platencontract werd getekend aan boord van een Nottinghamse stadsbus die ter ere van Kanneh-Mason naar hem is vernoemd. In 2017 trad Kanneh-Mason op voor de BAFTA-prijsuitreikingen dat gehouden werd in de Royal Albert Hall in Londen. In februari 2018 werd hij voor een tweede maal uitgenodigd om op te komen treden voor de BAFTA-prijsuitreiking, hiermee werd hij de eerste muzikant ooit die een tweede maal is uitgenodigd voor een optreden.

#### DebuutalbumInspiration
De BBC rapporteerde begin februari 2018 dat Kanneh-Masons album Inspiration (Nederlands: Inspiratie) het best verkopende debuutalbum was, tot op dat moment, van het jaar. Tevens meldde de BBC dat het album op nummer 18 in de UK Albums Chart was binnengekomen, nummer één was geworden op de UK classical albums chart en op dat moment al 2,5 miljoen streams had bereikt op Spotify.

#### Huwelijk Prins Harry en Meghan Markle
Op 19 mei 2018 trad Kanneh-Mason op de koninklijke bruiloft van de Prins Harry en Meghan Markle. Hij speelde Sicilienne van de Oostenrijkse componiste Maria Theresia von Paradis, Après un rêve van Gabriel Fauré en Ave Maria van Franz Schubert.

## Trivia
- In januari 2018 werd bekendgemaakt dat Kanneh-Mason een bedrag van £ 3.000 had gedoneerd aan zijn voormalige middelbare school om tien leerlingen in staat te stellen hun cellolessen te kunnen blijven voortzetten.[14]